# أحمد مطر
أحمد مطر شاعر عراقي ولد سنة 1954 في قرية التنومة، إحدى نواحي قضاء شط العرب في البصرة، وهو الابن الرابع بين عشرة أخوة من البنين والبنات، وعاش فيها مرحلة الطفولة قبل أن تنتقل أسرته وهو في مرحلة الصبا، لتقيم بمسكن عبر النهر في محلة الأصمعي.

## النشأة
ولد أحمد في مدينة البصرة بمنطقة التنومة، وكان لها تأثير واضح عليه، فهي -كما يصفها- تنضح بساطة ورقّة وطيبة، مدينة مطرّزة بالأنهار والجداول والبساتين، وبيوت الطين والقصب، وأشجار النخيل، لقد انتقلت أسرته إلى محلة الأصمعي، وهي إحدى محلات البصرة وكانت تسمى في بداية إنشائها بـمحلة «الومبي» نسبة إلى اسم الشركة البريطانية التي بنت منازلها، ولعل من طريف القول هنا أن أحمد مطر غالبا ما كان يردد: «من الومبي للومب لي» في إشارة إلى اسم المكان الذي حل به من بريطانيا، ولقد أكمل أحمد دراسته الابتدائية في مدرسة العدنانية، ولشدة سطوة الفقر والحرمان عليه قرر تغيير نمط حياته لعل فيه راحة له وخلاصا من ذلك الحرمان، فسارع للانتقال إلى بغداد، وبالتحديد إلى منطقة الزعفرانية ليعيش في كنف أخيه الأكبر علي.

## بداية مشوار الشعر
في سن الرابعة عشرة بدأ أحمد مطر يكتب الشعر، ولم تخرج قصائده الأولى عن نطاق الغزل والرومانسية، أما موهبته في الشعر، فبدأت تظهر في أول قصيدة كتبها حيث كان في الصف الثالث من الدراسة المتوسطة، وكانت تتألف من سبعة عشر بيتا، ومن الطبيعي ألا تخرج تلك القصيدة عن نطاق الغزل والهيام وهو أمر شائع ومألوف بين الناس لصبي أدرك منذ أدرك أن الشعر لا يعني سوى الوجد والهيام والدموع والأرق، وكان مطلع القصيدة:
يقول بعض من قرأ القصيدة: «إذا نظرنا إلى القصيدة نجد سنًا أكبر من سنه، وهذا لا يتهيأ فنّا ورصيداً لصبي ما زال مخزونه اللغوي والفني في طور التشكيل». وقد عُرِضَتْ تلك القصيدة في حينها على أحد المختصين فلم يصدق أنها لطالب ما زال في المرحلة المتوسطة، ثم راح أحمد مطر يكتب القصائد في ذكرى مولد النبي محمد والإمام علي بن أبي طالب، ومما كتبه بهذا الخصوص وهو في المرحلة المتوسطة قصيدة مطلعها:
وجاء فيها قوله:
.
وأحمد مطر هنا يشير إلى قصيدة الجواهري (رسالة إلى أبي هُدى) وهي قصيدة نشرتها جريدة الثورة تحت عنوان رائعة الجواهري، ومطلعها (نبأت أنك توسع الأزياء عتا واعتسافا). وفيها يعاتب الجواهري وزير الداخلية في حينها صالح مهدي عمّاش على منعه الملابس النسائية القصيرة، وعلى إنشائه شرطة الآداب التي راحت تحاسب من يرتدين هذه الملابس.
وبسبب قسوة الحياة والظروف القاهرة التي كان يعيشها مطر، تعثر في دراسته، ولأنه أحبط لجأ إلى الكتاب هربا من واقعه، فزوده برصيد لغوي انساب زادا لموهبته، وأضافت لزاده هذا تلك الأحداث السياسية التي كان يمر بها وطنه، وهو أمر جعله يلقي بنفسه في دائرة السياسة مرغما، بعد أن وجد أن الغزل والمواليد النبوية لا ترضي همته، فراح يتناول موضوعات تنطوي على تحريض واستنهاض لهمم الناس للخلاص من واقعهم المر، وفي هذا الصدد يقول الشاعر: «ألقيت بنفسي مبكرا في دائرة النار، عندما تكشفت لي خفايا الصراع بين السلطة والشعب، ولم تطاوعني نفسي على الصمت أولًا، وعلى ارتداء ثياب العرس في المآتم ثانيا، فجذبت عنان جوادي ناحية ميدان الغضب»، فذاع صيته بين الناس، وهو أمر جلب له ألما وسجنا، ويذكر إنه سجن في مدينة الكوت أثناء تأديته لخدمة العلم، وذلك بعد رفضه طلبا لمحافظها محمد محجوب بإلقاء قصيدة بمناسبة احتفالات ثورة تموز، فما كان من أحمد مطر إلا أن نظم قصيدة وهو في سجنه يخاطب فيها لائميه يقول مطلعها:

## فترة السجن وفقدانه أخوته
في هذه الفترة من حياته رزء بفقد شقيقه الأصغر (زكي) بحادث سيارة مفتعل، وسرعان ما تبعه شقيقه الآخر (خالد) الذي كان منظره وهو متدل من حبل المشنقة لا يفارق أمه الثكلي التي ابيضت عيناها من الحزن على أولادها، ولولا مشاركة الأب الذي كان هيكلا عظميا مسجى على فراش المرض لها وتقاسمه العذاب معها لما استطاعت احتمال فقد أولادها.

## حياته في الكويت
وفي الكويت عمل في جريدة القبس محرراً ثقافياً، وعمل أيضاً أستاذاً للصفوف الابتدائية في مدرسة خاصة، وكان آنذاك في منتصف العشرينات من عمره، حيث مضى يُدون قصائده التي أخذ نفسه بالشدّة من أجل ألاّ تتعدى موضوعاً واحداً، وإن جاءت القصيدة كلّها في بيت واحد. وراح يكتنز هذه القصائد وكأنه يدوّن يومياته في مفكرته الشخصيّة، لكنها سرعان ما أخذت طريقها إلى النشر، فكانت «القبس» الثغرة التي أخرج منها رأسه، وباركت انطلاقته الشعرية الانتحارية، وسجّلت لافتاته دون خوف، وساهمت في نشرها بين القرّاء.

## أحمد مطر وناجي العلي
وفي رحاب القبس عمل الشاعر مع الفنان ناجي العلي، ليجد كلّ منهما في الآخر توافقاً نفسياً واضحاً، فقد كان كلاهما يعرف -غيباً- أن الآخر يكره ما يكره ويحب ما يحب، وكثيراً ما كانا يتوافقان في التعبير عن قضية واحدة دون اتّفاق مسبق، إذ أن الروابط بينهما كانت تقوم على الصدق والعفوية والبراءة وحدّة الشعور بالمأساة ورؤية الأشياء بعين مجردة صافية، بعيدة عن مزالق الإيديولوجيا.
وكانت لافتة أحمد مطر تفتتح الصفحة الأولى في الصحيفة، وكان ناجي العلي يختمها بلوحته الكاريكاتيرية في الصفحة الأخيرة.

## موقف السلطات العربية
ومرة أخرى تكررت مأساة الشاعر، حيث أن لهجته الصادقة، وكلماته الحادة، ولافتاته الصريحة، أثارت حفيظة مختلف السلطات العربية، تماماً مثلما أثارتها ريشة ناجي العلي، الأمر الذي أدى إلى صدور قرار بنفيهما معاً من الكويت، حيث ترافق الاثنان من منفى إلى منفى. وفي لندن فَقدَ أحمد مطر صاحبه ناجي العلي الذي اغتيل بمسدس كاتم للصوت، ليظل بعده نصف ميت، وعزاؤه أن ناجي ما زال معه نصف حي، لينتقم من قوى الشر بقلمه.

## الانتقال إلى لندن وحياته فيها
انتقل أحمد مطر إلى لندن عام 1986 بسبب عدم نزوله عن مبادئه ومواقفه ورفضه التقليل من الحدة في أشعاره التي كان ينشرها في «القبس»، وهو أمر لا تستسيغه الكويت، وكانت المنطقة تمر بحرب طاحنة، إلا أنه بقي يعمل في مكاتب القبس الدولية، ومن لندن سافر أحمد مطر إلى تونس ليجري فيها اتصالات مع كتابها وأدبائها، فرجع قافلاً إلى لندن ليلقي فيها عصا الترحال ويستقر فيها بعيدا عن وطنه، وسرعان ما تسوء علاقته مع القبس، ولا سيما بعد (أن فتحت القبس له قوس الخيبة مع قصيدة «أعد عيني» وقصيدة «الراحلة») فصارت «الراية» القطرية متنفسه علي العالم بعد أن نحرت الرقيب على أعتاب لافتاته كما يقول أحمد مطر إكراما للحرية، وعن هذا الموضوع يكتب أحمد مطر لافتة بعنوان (حيثيات الاستقالة) جاء فيها:
((أيتها الصحيفة
الصدق عندي ثورة.
وكذبتي
إذا كذبت مرة
ليست سوي قذيفه!
فلتأكلي ما شئت، لكني أنا
مهما استبد الجوع بي
أرفض أكل الجيفة.
أيتها الصحيفة
تمسحي بذلة
وانطرحي برهبة
وانبطحي بخيفه.
أما أنا..
فهذه رجلي بأم هذه الوظيفة!))
وعن حياته في بريطانيا كتب أحمد مطر ملخصا تلك الحياة: أنا في بريطانيا دولة مستقلة، نمشي على قدمين، نشتاق إلى أوجاع احتلالها ونهفو إلى المعركة من جديد، لست سعيدا لأني بعيد عن صدى آهات المعذبين لأني أحمل آهاتهم في دمي، فالوطن الذي أخرجني منه لم يستطع أن يخرج مني ولا أحب أن أخرجه ولن أخرجه.
أما اليوم فيعيش أحمد مطر في بريطانيا مريضاً يقتات على الذكريات والشاي والتدخين، ويعيش بين أفراد عائلته. وعائلته تتكون من أربعة أفراد وهم: علي، دكتوراه مونتاج سينما ومسرح، حسن، ماجستير مونتاج سينما ومسرح، زكي، مازال طالبا في الثانوية، وفاطمة، تدرس الأدب المقارن في إحدى الجامعات البريطانية. وكلما أفاق من سطوة المرض وجد وطنه يلعب دور البطولة التراجيدية على شاشة التلفاز، ولا سيما بعد أن لعبت بريطانيا الدور ذاته الذي كانت قد لعبته، فتتحول الضحكة التي ينتظرها أهله منه إلى نوبة نشيج مكتوم، تعلو بعدها توسلات الأبناء إليه أن يضرب عرض الحائط كل ما من شأنه إثارة الانفعال والأسى لديه، فلا يجد أحمد مطر سلوة له إلا أن يعد المرض حسنة لأنه أبعده قسرا عن الاستماع إلى نشرات الأخبار وقراءة الصحف وعن كل ما له صلة بالموت في وطنه.

## أحمد مطر وقصائد الغزل
دواوين أحمد مطر بجمعها تخلو من قصيدة غزل واحدة!!، وعندما سُئل الشاعر عن إمكانية قوله قصيدة الحب وترك الدوران حول موضوع واحد هو الموضوع السياسي أجاب: ((إن الأرض تكرر دورانها حول الشمس كل يوم، لكنها لا تكرر نفسها حتى في لحظتين متتاليتين، والشعر العربي يكرر موضوع الحب منذ الجاهلية، والقضية برمتها هي عبارة عن رجل يعشق امرأة، وامرأة تحب رجلا، فهل تستطيع القول إن الموضوع قد اختلف عن هذا يوما ما؟ إن هذا الموضوع لم ينته بالتكرار، لأن هناك دائما زاوية جديدة للنظر ونبرة جديدة للبوح وثوبا جديدا للمعنى... إني أتساءل ألا يكون الحب حبا إلا إذا قام بين رجل وامرأة؟! أليس حبا حنينك إلى مسقط رأسك؟ .. أليس حبا أن تستميت لاسترداد الوطن من اللصوص؟...أليس حبا أن تحاول هدم السجن وبناء مدرسة؟... إن البكاء على الأهل والغضب على المقاول، هما أرفع أنواع الحب في مثل هذا الموقف)).

## الشعر في زمن الفعل
يقول أحمد مطر: إن الشعر ليس نظاما عربيا يسقط بموت الحاكم، كما أنه ليس بديلا عن الفعل، بل هو قرين له، إنه نوع من أنواع الفنون من مهماته التحريض والكشف والشهادة على الواقع والنظر إلى الأبعد، وهو بذلك يسبق الفعل ويواكبه ويضيء له الطريق ويحرسه من غوائل التضليل، وقديما قال نصر بن سيار: إن الحرب أولها كلام، والواقع إن الكلام محيط بالحرب من أولها إلى آخرها، توعية وتحريضا وتمجيدا، وهذا ما مثله ابن سيار نفسه.
ويتابع قائلاً: لا غني للفعل عن الكلام الصادق المؤثر، لأن غيابه يعني امتلاء الفراغ بالكلام النقيض، ونحن نعلم أن هذا النقيض موجود وفاعل حتي بوجود الصدق، فما بالك إذا خلا الجو تماما؟ وما من مقاومة علي وجه الأرض استغنت بالمقاتل عن الشاعر، كل مقاومة حية تدرك أن لا غني للدم عن الضمير، وتاريخ امتنا نفسه أكبر شاهد علي أهمية دور الشاعر في الحرب، بل إن المقاتل نفسه طالما شحذ سيفه ولسانه معا، فهو يخوض غمرات الوغي (وكر مرتجزاً أو طعنه راجزاً أو هوىً صريعاً وهو يرتجز)، وإذا كان أبو تمام قد قال:
بيض الصفائح لا سود الصحائف *** في متونهن جلاء الشك والريب
فهو قد جعل رأي الشاعر أولا إذ أكد ضمنا أن سود الصحائف هي الدليل المبصر لبيض الصحائف العمياء، وما قاله أبو تمام مواربا قاله أبو الطيب من دون مواربة:
الرأي قبل شجاعة الشجعان
هو أول وهي المحل الثاني
فالشعر مهم لنا نحن العرب، ولولا ذلك لما حفيت أقدام المخابرات المركزية الأمريكية في سعيها من أجل تدميره بأيدي المغول الجدد، وعلي أية حال، فان أحمد مطر ما كان يتوقع أن يحصل التغيير بالشعر فقط، وفي هذا الصدد يقول في لافتة بعنوان (دور):
((أعلم أن القافية
لا تستطيع وحدها إسقاط عرش الطاغية.
لكنني أدبغ جلده بها
دبغ جلود الماشية!
حتي إذا ما حانت الساعة
وانقضت عليه القاضية
واستلمته من يدي أيدي الجموع الحافية
يكون جلدا جاهزا
تصنع منه الأحذية!))

## سبب تجاهله لوسائل الإعلام
وهو يقول في ذلك: إنني لم أتجاهل وسائل الإعلام، بل تجاهلت وسائل الإعدام. تلك التي تكتب بالممحاة، وتقدم للناس فراغاً خالياً محشواً بكمية هائلة من الخواء، وللإعلاميين أقول: احذروا أن تعبثوا بالحقائق، واحذروا بلع أطراف الحروف، فالكلمة حساسة جداً، يمكن تحويلها بلمسة بسيطة غير مسؤولة، من أداة إحياء إلى أداة قتل. إن عبثاً هيناً بكلمة «إعلام» يحولها ببساطة إلى«إعدام».

## ملك الشعراء
يجد كثير من الثوريين في العالم العربي والناقمين على الأنظمة مبتغاهم في لافتات أحمد مطر حتى أن منهم من يلقبه بملك الشعراء ويقولون إن كان أحمد شوقي هو أمير الشعراء فأحمد مطر هو ملكهم.

## ديوان شعره
لأحمد مطر ديوان كبير مطبوع طبعه الشاعر في لندن على نفقته الخاصة ونشره في مكتبتي الساقي والأهرام تضم المجموعة الكاملة سبع دواوين بعنوان لافتات (لافتات 1 لافتات 2 لافتات 3 ...)، وتضم بعض الدواوين الشعرية الأخرى، مثل: (إني المشنوق أعلاه، ديوان الساعة)، فضلا عن بعض القصائد المتفرقة التي لم يجمعها عنوان محدد، مثل: (ما أصعب الكلام، العشاء الأخير، لصاحب الجلالة، إبليس الأول)، بالإضافة إلى قصائد أخرى نشرها وما زال ينشرها الشاعر على صفحات جريدة الراية القطرية.

## من أشعاره
حالات
بالتمادي . . . يصبِحُ اللّصُّ بأوربا مديراً للنوادي،
وبأمريكا، زعيماً للعصابات وأوكار الفسادِ،
وبأوطاني التي من شرعها قطع الأيادي،
.يصبح اللص . . . زعيماً للبلادِ،
إهانة
رأتِ الدّوَلُ الكُبْرى
تبديلَ الأدوارْ
فأقرَّتْ إعْفاءَ الوالي
واقْتَرحتْ تعْيينَ حِمارْ!
ولدى توْقيعِ الإقرار ْ
نهقَتْ كُلُّ حميرِ الدُّنيا باستنكارْ:
نحنُ حميرَ الدُّنيا، لا نرْفضُ أن نُتعَبْ
أو أن نُركَبْ، أو أن نُضرَبْ
أو حتى أن نُصلَبْ؛
لكن نرفضُ في إصرارْ
أنْ نَغْدو خدماً للاستعمارْ.
إنَّ حُمُورِيَّـتَنا تَأْبى
أنْ يَلْحَقَنا هذا العارْ!
عقوبات شرعية
بتَرَ الوالي لِساني
عندما غنَّيْتُ شِعْري
دونَ أن أطلُبَ ترْخيصاً بترْديدِ الأغاني
***
بتَرَ الوالي يَدي لمّا رآني
في كِتاباتِيَ أرْسَلْتُ أغانٍيَّ
إلى كُلِّ مكانِ
***
وضَعَ الوالي على رِجْلَيَّ قيداً
إذْ رآني
بينَ كُلِّ النّاسِ أمْشي
دُونَ كفِّي ولِساني
صامِتاً أشْكُو هواني
***
أمَرَ الوالي بإعْدامي
لأنِّي لم أُصفِّقْ
-عندما أمَرَ-
ولم أهتِفْ
ولم أبرَحْ مكانِي!
و من منشوراته
من طرف الداعي..
إلى حضرة حمّال القُرَح:
لك الحياة والفرح.
نحن بخير، وله الحمد، ولا يهمناشيء سوى فراقكم
نود أن نعلمكم أن أباكم قد طفح.
وأمكم توفيت من فرط شدة الرشح
وأختكم بألف خير.. إنماتبدو كأنها شبح.
تزوجت عبد العظيم جاركم
وزوجها في ليلة العرس انذبح.
ولم يزل شقيقكم في السجن.. لارتكابه أكثر من عشر جُنح.
وداركم عامرة.. أنقاضها
وكلبكم مات لطول ما نبح
وما عدا ذلك لا ينقصناسوى وجودكم هنا.
أخوكم الداعي لكم (قوس قزح)
ملحوظة: كل الذي سمعته عن مرضي بالضغط والسكرِ.. صح.
ملحوظة ثانية: دماغ عمك انفتح.
وابنة خالك اختفت.
لم ندر ماذا فعلت
لكن خالك انفضح!
ملحوظة أخيرة: لك الحياة والفرح!”

## من دواوينه
- أحاديث الأبواب.
- شعر الرقباء.[1]
- ولاة الأرض.[2]
- ورثة إبليس.
- أعوام الخصام.
- الجثة.
- دمعة على جثمان الحرية.
- السلطان الرجيم.
- الثور والحظيرة (أنور السادات).[3]
- هون عليك (ياسر عرفات).
- مقاوم بالثرثرة (بشار الأسد).
- كلب الوالي.
- ما قبل البداية.
- ملحوظة.
- مشاتمة.
- كابوس.
- انتفاضة مدفع.
- لافتات1 - 1984م.
- لافتات2 - 1987م.
- لافتات3 - 1989م.
- لافتات4 - 1993م.
- إني مشنوق أعلاه - 1989م.
- ديوان الساعة 1989م.
- لافتات5 - 1994م.
- لافتات6 - 1997م.
- لافتات7 - 1999م.
- لافتات متفرقة لم تنشر في ديوان بعد.[4]

## إشاعة وفاته
لا تزال تخرج بين الفينة والأخرى أخبار حول وفاة أحمد مطر، ولكن حتى الآن لا تزال تلك الأخبار مجرد إشاعات، إذ يُنقل عن بعض المقربين من زوجته أنه متواجد في لندن حتى اليوم.

## روابط خارجية
- أحمد مطر على موقع أرشيف الشارخ.
- أحمد مطر على موقع ميوزك برينز (الإنجليزية)
- أحمد مطر على موقع أدب